# Hédi Nouira

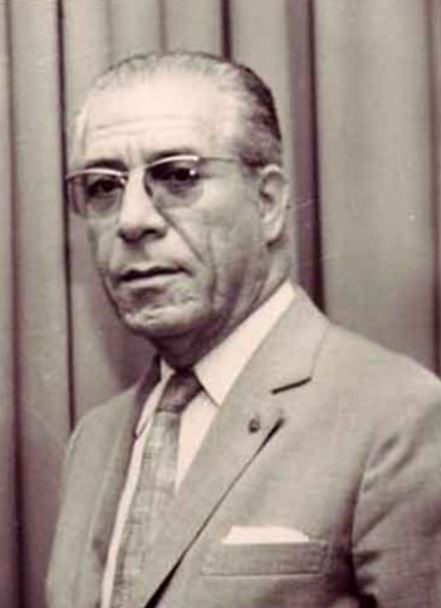
Hédi Nouira

Mohamed El Hedi Ben Amira Ben Mohamed Nouira (Arabisch: الهادي نويرة; Monastir, 5 april 1911 - La Marsa, 25 januari 1993) was een Tunesisch politicus. Hij was premier van zijn land tussen 1970 en 1980.
Hédi Nouira was een vroege medestander van president Bourguiba in de Néo-Destourpartij. Nadat premier Ladgham door de president opzij was geschoven, werd Nouira president. Tijdens de ziekte van Bourguiba in 1971 brak er een opvolgingsstrijd uit tussen Nouira, Ladgham en Ahmed Mestiri over wie de opvolger van de president zou zijn. Op het partijcongres van oktober 1971 behaalde Ladgham de meeste stemmen, maar Bourguiba duidde toch Nouira aan als zijn opvolger. Daarop vormde Nouira een nieuw kabinet waarin hij ook minister van Binnenlandse Zaken werd in opvolging van Mestiri, die in ongenade was gevallen.
In 1980 verliet Nouira de politiek wegens gezondheidsproblemen.